# Военная академия Агульяс-Неграс
Военная академия Агульяс-Неграс (порт. Academia Militar das Agulhas Negras) — крупнейшее военно-учебное заведение, занимающееся подготовкой кадровых офицеров сухопутных войск Бразилии. Она берёт свое начало в 1792 году с создания в Рио-де-Жанейро Королевской академии артиллерии, фортификации и черчения — первой военной школы на американском континенте. Сегодня академия находится в городе Резенди, штат Рио-де-Жанейро.

## История
В 1792 году королева Португалии и Бразилии Мария I основала в Рио-де-Жанейро Королевскую академию артиллерии, фортификации и черчения (порт. Real Academia de Artilharia, Fortificação e Desenho), созданную по образцу уже существовавшей военной академии в Лиссабоне и предназначенную для подготовки артиллерийских и инженерных офицеров португальской армии в Бразилии.
23 апреля 1811 года, после переезда португальского королевского двора из Лиссабона в Рио-де-Жанейро в 1808 году из-за наполеоновского вторжения в Португалию, король Жуан VI открыл Королевскую военную академию, в состав которой вошла ранее существовавшая Королевская академия артиллерии, фортификации и рисования. На месте её первого расположения сегодня находится Национальный исторический музей Бразилии. В 1812 году она была перенесена на площадь Сан-Франциско. После обретения Бразилией независимости в 1822 году она была переименована в Императорскую военную академию (порт. Imperial Academia Militar).
Позднее она была объединена с Военной школой в городе Порту-Алегри (штат Риу-Гранди-ду-Сул). В 1913 году с целью объединения всех военных институтов военного и прикладного профиля была создана Военная академия. 1 января 1944 года в городе Резенди была создана Военная школа. В 1951 году она была переименована в Военную академию Агульяс-Неграс.